# Robert Resnick
Robert Resnick (ur. 11 stycznia 1923, zm. 29 stycznia 2014) – amerykański fizyk.

## Życiorys
Wraz z Davidem Hallidayem napisał podręcznik do fizyki Podstawy fizyki, który został przetłumaczony na ponad 40 języków.
W 1974 otrzymał Medal Oersteda.
W latach 1986–1987 był prezesem Amerykańskiego Towarzystwa Nauczycieli Fizyki.